# Guddanahalli, Malur
Guddanahalli là một làng thuộc tehsil Malur, huyện Kolar, bang Karnataka, Ấn Độ.